# り
り en hiragana ou リ en katakana sont deux kanas, caractères japonais qui représentent la même more. Ils sont prononcés /ɺi/ et occupent la 40e place de leur syllabaire respectif, entre ら et る.

## Origine
L'hiragana り et le katakana リ proviennent, via les man'yōgana, du kanji 利.

## Romanisation
Selon les systèmes de romanisation Hepburn, Kunrei et Nihon, り et リ se romanisent en « ri ».

## Tracé

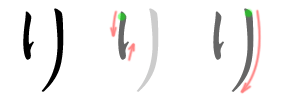
Ordre des traits pour り.

L'hiragana り possède deux graphies, selon qu'on fond ou non les traits qui le composent. Dans le cas où ils sont distincts, il s'écrit en deux traits.
1. Trait vertical, se terminant par un petit trait diagonal orienté vers le haut et la droite.

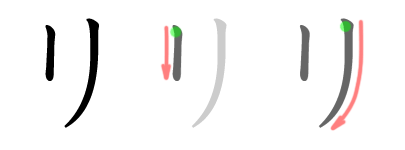
Ordre des traits pour リ.

2. Trait débutant verticalement à droite du premier et s'inclinant vers la gauche à la fin.

Le katakana リ s'écrit en deux traits.
1. Trait vertical.
2. Trait débutant verticalement à droite du premier et s'inclinant vers la gauche à la fin.

## Représentation informatique
- Unicode[1],[2] :
  - り : U+308A
  - リ : U+30EA